# Мішель Морган (французька акторка)
Сімо́на Рене́ Русе́ль (фр. Simone Renée Roussel; *29 лютого 1920, Нейї-сюр-Сен — 20 грудня 2016, Медон, О-де-Сен), відома як Мішель Морган (фр. Michele Morgan — французька акторка, автобіографка та художниця. У Франції Мішель Морган користувалася загальним визнанням як одна з «grandes-dames» французького кіно.

## Біографія

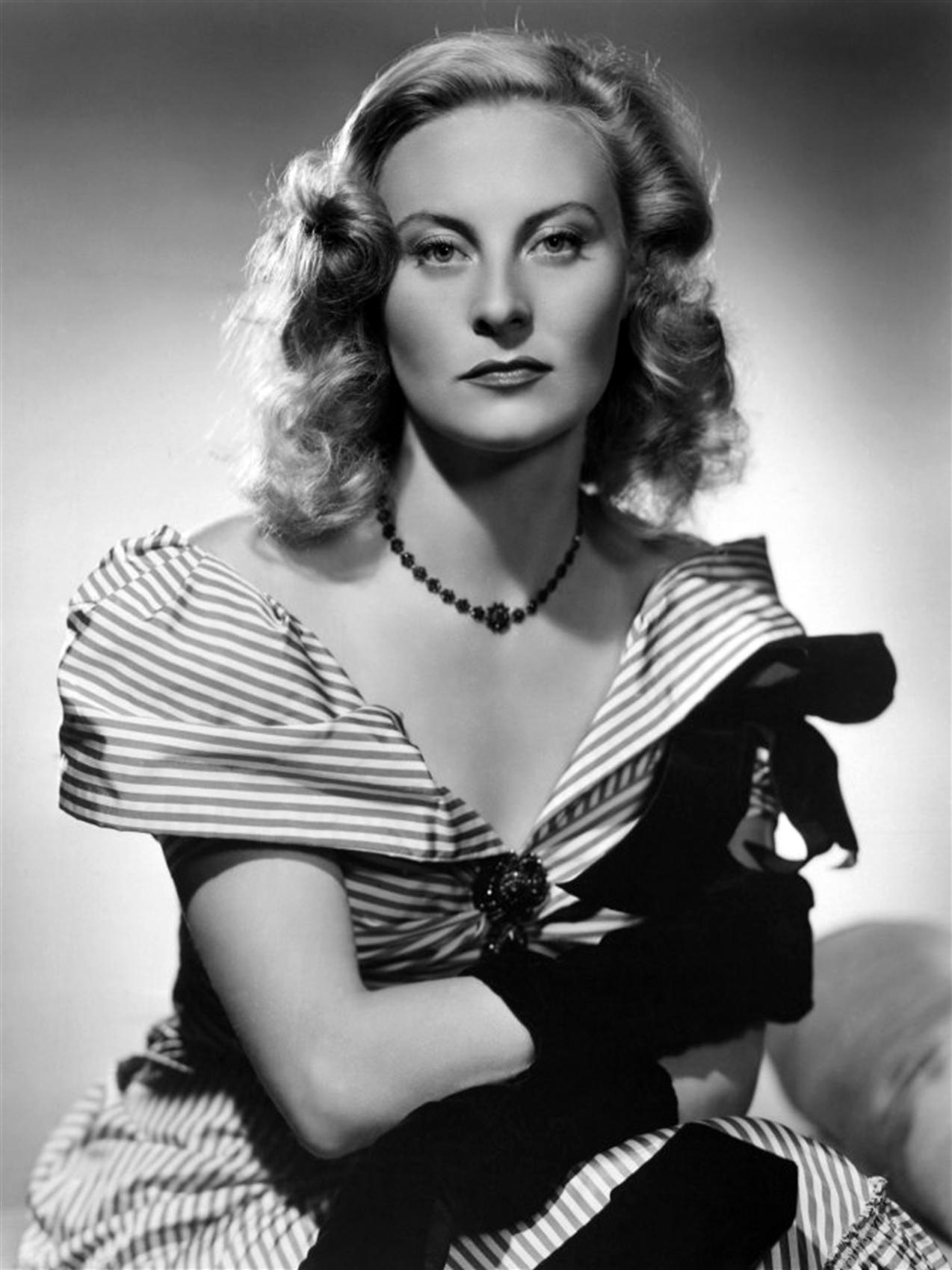
Мішель Морган у 1946 році

Народилася 29 лютого 1920 року. Дитинство провела в передмісті Парижа, місто Нейі-сюр-Сен. Тут живе і зараз. Батько був перекладачем. Мати повністю себе присвятила домові та п'ятьом дітям, які виховувалися в суворих католицьких правилах.
У 15 років записалася на драматичні курси акторської майстерності Рене Сімоне. В 17 років отримала першу роль в кіно з легендарним артистом Ремю. Зйомки, хвалебні статті, де її називали «юною Гретою Гарбо», призводять до запрошення в картину «Набережна туманів». Партнером у фільмі буде Жан Габен, з яким Морган пов'язуватимуть деякий час романтичні стосунки.
На гребені успіху «Набережних туманів», за рік до початку війни, Мішель Морган запрошують до Голлівуду. Не бажаючи працювати на фашистів, Морган їде до Америки. Кар'єра там не зовсім вдалася — ролі були другорядні, а то й епізоди. Одружилася з американським співаком Вільямом Маршалом, народила сина Майка.
Після звільнення Парижа французькі продюсери запропонували знятися в картині «Пасторальна симфонія». Морган повертається в Париж, пізніше розлучається з чоловіком. За картину «Пасторальна симфонія» в 1946 році отримує приз в Каннах. Кар'єра набирає обертів — головні ролі, зіркові партнери.
Другий шлюб теж виявився невдалим. Третім чоловіком (цивільним) був французький режисер Жерар Урі, з яким Морган прожила 46 років.
Морган — одна з небагатьох актороу старшого покоління, до яких проявили інтерес режисери «нової хвилі»: «Ландрі» (1962) Клода Шаброля і більш молоді постановники: «Кіт і миша» (1975) Клода Лелуша, «У всіх все гаразд» (1990) Джузеппе Торнаторе.
Була головою журі фестивалю на Каннах, написала автобіографію.
Після втрати сина в 2005 році (помер від раку легенів в 60 років) і чоловіка в 2006 році, легендарна кінозірка вела життя самітниці, допускаючи до себе лише рідних. Останній фільм «Суперниці» (1999), був знятий для телебачення. Кіно відійшло на другий план, почала захоплюватися живописом — писала картини. Траплялися виставки.

## Фільмографія
- 1935 : La Vie parisienne
- 1935 : Mademoiselle Mozart
- 1935 : Une fille à papa
- 1936 : Mes tantes et moi
- 1936 : Gigolette
- 1936 : Le Mioche
- 1937 : Gribouille
- 1938 : Orage
- 1938 : Набережна туманів (фр. Le Quai des brumes) — Неллі
- 1938 : L'Entraîneuse
- 1939 : Le Récif de corail
- 1939 : Les Musiciens du ciel
- 1940 : Remorques
- 1940 : Untel père et fils
- 1941 : My Life with Caroline
- 1941 : Hedda Hopper's Hollywood No 1
- 1942 : La Loi du Nord
- 1942 : Jeanne de Paris
- 1943 : Rencontre à Londres
- 1943 : Amour et Swing
- 1944 : Passage pour Marseille
- 1946 : L'Évadée
- 1946 : Пасторальна симфонія / (La Symphonie pastorale) — Гертруда
- 1947 : Première Désillusion
- 1948 : Aux yeux du souvenir
- 1949 : Фабіола / Fabiola
- 1949 : La Belle que voilà
- 1950 : Скляний замок / Le Château de verre
- 1950 : L'Étrange Madame X
- 1950 : Марія Шапделен / (Maria Chapdelaine)
- 1951 : Les Sept Péchés capitaux
- 1951 : Vedettes sans maquillage
- 1952 : La Minute de vérité
- 1953 : Гордії / (Les orgueilleux) — Неллі
- 1954 : Destinées
- 1954 : Obsession
- 1954 : Наполеон (Napoléon) — Жозефіна Богарне
- 1955 : Великі маневри (Les Grandes Manœuvres) — Марі-Луїза Рів'єр
- 1955 : Marguerite de la nuit
- 1955 : Marie-Antoinette reine de France
- 1955 : Якби нам розповіли про Париж (Si Paris nous était conté) — Габріель д'Естре
- 1956 : Оазис / (Oasis)
- 1957 : Les Vendanges
- 1957 : Retour de Manivelle
- 1958 Двостороннє дзеркало / (Le Miroir à deux faces) — Марі-Жозе Возанж
- 1958 : Maxime
- 1958 : Femmes d'un été
- 1959 : Grand Hôtel
- 1959 : Brèves Amours
- 1959 : Les Scélérats
- 1959 : Pourquoi viens-tu si tard ?
- 1960 : Fortunat
- 1961 : Le Puits aux trois vérités
- 1961 : Les lions sont lâchés
- 1962 : Landru
- 1962 : Rencontres
- 1962 : Le crime ne paie pas
- 1962 : Un cœur gros comme ça
- 1963 : Méfiez-vous, mesdames
- 1963 : Constance aux enfers
- 1963 : Венеційський пекар / Le Petit Boulanger de Venise
- 1964 : Les Yeux cernés
- 1964 : Les Pas perdus
- 1964 : Le Corniaud
- 1965 : Dis-moi qui tuer
- 1966 : Зниклий загін / Les Centurions
- 1968 : Бенжамен, або Щоденник незайманого
- 1975 : Le Chat et la Souris
- 1977 : Jacques Prévert
- 1978 : Robert et Robert
- 1985 : Carné, l'homme à la caméra
- 1986 : Un homme et une femme : vingt ans déjà
- 1990 : У них все добре (італ. Stanno tutti bene) — Літня жінка у поїзді Рим-Мілан